# Ryan Sutton

a Compétitions nationales et continentales officielles uniquement.

Ryan Sutton, né le 2 août 1995, est un joueur angais de rugby à XIII évoluant au poste de pilier dans les années 2010. Il fait ses débuts professionnels en Super League avec les Warriors de Wigan en 2014 avec lesquels il remporte le World Club Challenge en 2017 et la Super League en 2016 et 2018. Il a également été prêté entre-temps à Workington. En 2019, il tente une expérience en National Rugby League aux Raiders de Canberra.

## Palmarès
- Collectif :
  - Vainqueur du World Club Challenge : 2017 (Wigan).
  - Vainqueur de la Super League : 2016 et 2018 (Wigan).
  - Finaliste de la National Rugby League : 2019[1] (Canberra).
  - Finaliste de la Super League : 2014 et 2015 (Wigan).
  - Finaliste de la Challenge Cup : 2017 (Wigan).

### En club
| Saison | Club             | Compétition           | Matchs | Points | Essais | Buts | Drop |
| ------ | ---------------- | --------------------- | ------ | ------ | ------ | ---- | ---- |
| 2014   | Wigan Warriors   | Super League          | 7      | 0      | 0      | 0    | 0    |
| 2015   | Wigan Warriors   | Super League          | 16     | 4      | 1      | 0    | 0    |
| 2016   | Wigan Warriors   | Super League          | 31     | 8      | 2      | 0    | 0    |
| 2017   | Wigan Warriors   | Super League          | 25     | 4      | 1      | 0    | 0    |
| 2018   | Wigan Warriors   | Super League          | 24     | 24     | 6      | 0    | 0    |
| 2019   | Canberra Raiders | National Rugby League | 20     | 4      | 1      | 0    | 0    |